# Tipula kraussi
Tipula kraussi är en tvåvingeart som beskrevs av Alexander 1946. Tipula kraussi ingår i släktet Tipula och familjen storharkrankar. Inga underarter finns listade i Catalogue of Life.